# Bernhard Dunker

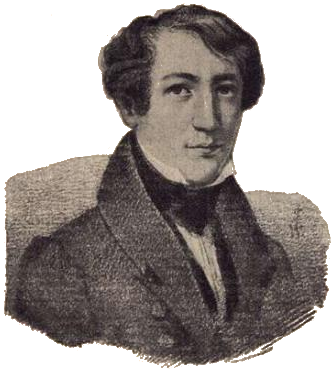
Bernhard Dunker

Bernhard Dunker, Carl Christian Henrik Bernhard Dunker (* 22. Mai 1809 in Schleswig; † 28. Juli 1870 in Christiania) war ein norwegischer Rechtsanwalt, Politiker und Kunstmäzen.

## Jugend
Seine Eltern waren der Kurfürstlich Hessische Bergbauprofessor Johan Friedrich Wilhelm d’Uncker (1775–1844) und dessen norwegische Frau Conradine Birgitte geborene Hansteen (1780–1866).
1810 zog die Familie, zu der auch die ältere Schwester Jacobine (1808–1857) zählte, zurück nach Christiania, dem Heimatort der Mutter. Bernhards Jugend war bestimmt durch Krankheit und Armut. Die Eltern waren gebildet und beteiligten sich am Musik- und Theaterleben in Christiania. Aber der Vater hatte die Familie verschuldet, und die Mutter betrieb, um den Lebensunterhalt zu sichern, in ihrem Haus eine Mädchenschule, unterstützt durch Jacobine. Auch Bernhard gab dort noch als Schüler Rechenunterricht. Er war intelligent, scharfsinnig und ausdauernd. Sein beißender Witz wurde zu seiner schärfsten Waffe. Seine unbedachte, exzentrische Lebensweise kam erst zum Vorschein, als seine Krankheiten – Rheumatismus, Migräne, schwache Lunge und Depressionen – chronisch wurden.

## Der Jurist
1828 begann er sein juristisches Studium. Er schloss sich der studentischen „Intelligenspartiet“ um J. S. Welhaven, A. M. Schweigaard, P. A. Munch und Andreas Munch an. Während des Studiums wurde er Hauslehrer bei seinen späteren Schwiegereltern, Vogt Lars Otto Grundt (1763–1829) und Helene Dorothea Roll (1785–1849). Am 1. Mai 1839 heiratete er in Christiania Edle Jasine Theodore Grundt (* 2. April 1811; † 14. Dezember 1887). Das Ehepaar hatte drei Kinder: Sophie (* 1842), Mathilde (* 1844) und Bernhard (* 1847). Mathilde wurde als verheiratete Mathilde Schjøtt eine prominente Literaturkritikerin und Frauenrechtlerin.
Bernhard Dunker beendete sein Studium 1834. Danach trat er in die Kanzlei von Frederik Stang ein. 1837 wurde er Obergerichtsprokurator. 1841 wurde er Anwalt beim Obersten Gerichtshof. 1859 wurde er Regierungsadvokat. Sein scharfer analytischer Verstand und seine Beredsamkeit, die er aus seiner Erfahrung als Laienschauspieler in der Jugend mitgebracht hatte, trugen ihm den Ruf ein, der beste Rechtsanwalt bei Gericht zu sein. Er war in mehr als 800 Fällen tätig.
Unter anderem verteidigte er 1850 seinen Freund Ole Bull gegen die Polizei von Bergen und Marcus Thrane und seine Anhänger. Der Prozess gegen den Arbeiterführer Thrane und seinen Kreis sorgte für Aufsehen. Sie waren wegen Hochverrats angeklagt, weil sie politische Rechte und das Wahlrecht für die Arbeiter gefordert hatten. Entgegen der herrschenden Meinung sah Dunker die Forderungen für berechtigt an und bezichtigte die Richter der Voreingenommenheit und Rachsucht. Er konnte aber nur den Freispruch weniger erreichen. Gleichwohl erhielt er einen Fackelzug der Arbeiter, und seine Verteidigung wurde als „genial“ bezeichnet.
Seine kritische Sicht auf die Gesellschaft änderte mit der Zeit seine aristokratische Grundhaltung und konservative politische Einstellung hin zu einer mehr liberalen und progressiven Haltung. Er nahm engagiert an der Debatte über die Verfassung und über die Gestaltung der Union mit Schweden teil. Sein konservatives Verfassungsverständnis schlug sich in seinem Buch Om den norske Constitution (Über die norwegische Verfassung) von 1840 nieder. Die Schrift war als Antwort auf P. K. Gaarder’s Fortolkning over Grundloven verfasst. Dunker wollte darin dem König mehr Macht und die Möglichkeit eines absoluten Vetos in allen politischen Fragen zusprechen, in denen die Gesetze dies nicht ausdrücklich anders bestimmten. Er hielt die Regierungsform Norwegens für „eingeschränkt monarchisch“. Er vertrat eine modifizierte Eingewalt. Dass er als erzroyalistischer Reaktionär verschrien wurde, störte ihn dabei nicht.
Auch sonst befasste er sich mit der Gesetzgebung. So entstammen das Lov om Pant og Tinglæsning vom 12. Oktober 1857 und das Konkurslov (Konkursgesetz) vom 6. Juni 1863 im Wesentlichen seiner Feder.

## Der Politiker
Seine Freundschaft mit den parlamentarisch eingestellten Staatsräten Christian Birch-Reichenwald und Ketil Motzfeldt verschafften ihn bei mehreren Gelegenheiten eine große politische Rolle. 1854 war die Regierung bei der Reform der Gerichtsverfassung der Auffassung, dass das Storting nicht das Recht habe, einen Ausschuss einzusetzen, der ein Gesetz zur Einrichtung einer Jury im Strafprozess zu entwerfen. In diesem Konflikt zwischen Regierung und Storting verteidigte er das Recht des Stortings, einen solchen Ausschuss einzusetzen. Obgleich er persönlich gegen die Einrichtung einer Jury war, nahm er als Mitglied an der Ausarbeitung des Gesetzentwurfs, der 1857 vorgelegt wurde, teil. Er war auch eine führende Kraft, als dann ein zweiter Juryausschuss 1860 gebildet wurde, der seinen Entwurf 1862 vorlegte.
Im Sommer 1860 war er bereit, Staatsrat zu werden. Stattdessen traten aber seine Freunde aus der Regierung aus. Es ging damals um die Reaktion der norwegischen Regierung auf den Beschluss des Königs, das Storting aufzulösen und abzuschaffen. Er nahm in dieser Zeit auch den Streit mit Schweden über die Revision der Union auf und wandte sich entschieden gegen die dortigen Vorstellungen einer Oberhoheit Schwedens über Norwegen. Er wies entschieden die Vorstellungen Schwedens zur Revision der Unionsakte in Richtung eines engeren Zusammenschlusses in der Schrift Om Revision af Foreningsakten mellem Sverige og Norge (zwei Teile 1866 und 1868) zurück und beharrte auf der Einhaltung der Unionsakte von 1815, die er keineswegs in Frage stellte. Er war sogar ein Bewunderer König Karl Johans. Eine engere Verschmelzung zwischen Norwegen und Schweden betrachtete er aber als einen Zustand der Unfreiheit für Norwegen. Er bestand auf der vollen Selbständigkeit Norwegens in allen Punkten, die im Unionsvertrag von 1815 nicht ausdrücklich ausgenommen waren. Er befürwortete den Skandinavismus als freie Zusammenarbeit dreier skandinavischer Völker. Das setzte aber bei ihm voraus, dass keiner der drei Völker irgendeine Vorrangstellung gegenüber den anderen habe. Dass der Vorschlag einer Revision der Unionsakte, die vom Unionsausschuss erarbeitet worden war, am 17. April 1871 vom Storting mit 92 gegen 17 Stimmen abgelehnt wurde, ist wesentlich auf seine Argumente zurückzuführen.
Ein Thema war dabei der Statthalterstreit. Norwegen wollte das Amt des schwedischen Statthalters in Norwegen abgeschafft sehen. In mehreren anonymen Schriften unter dem Namen Flyveblade (Flugblatt) griff er 1859/1860 in die Auseinandersetzung ein. Er betonte das norwegische Recht, selbst über seine Verfassung zu bestimmen. Aber er erlebte die Aufhebung des Statthalteramtes 1871 nicht mehr.

## Der Kunstmäzen
Auch im kulturellen Leben engagierte er sich sehr. Er unterstützte Bjørnstjerne Bjørnson und Henrik Ibsen finanziell und verhalf ihnen zu Stipendien. Er stand auch Camilla Collett bei, ihr Buch Amtmandens Døttre herauszubringen. 1860–1863 stand er der Leitung des Theaters in Christiania vor und sorgte mit eiserner Disziplin für einen ausgeglichenen Haushalt des Theaters. Er befasste sich sogar mit der Regie, der Auswahl der Stücke und sorgte für Übersetzungen. Für die Zeit 1865–1866 ernannte der Bjørnson zum Künstlerischen Direktor. Das Verhältnis zwischen beiden war nicht spannungsfrei, und Dunker wurde zum Modell in Bjørnsons En fallit (Ein Bankrott) für den Advokaten Berent. Dunkers Buch Reise til Tellemarken og til Arendal ist eine Huldigung an die Heimat in guter romantischer Tradition.
Er wurde 1860 Ritter des St. Olavs–Ordens und war auch Ritter des Nordstjärneordens.